# Lisa Ono
Lisa Ono (小野リサ, Ono Lisa) és una popular cantant japonesa de bossa nova.

## Biografia
Lisa Ono va néixer a São Paulo, Brasil, l'any 1962, però amb la seva família es va traslladar a Tòquio als 10 anys. A partir d'aquell moment va passar la meitat de cada any al Japó i la meitat a Rio de Janeiro, Brasil.
Tot i que va viure poc temps al Brasil, es va convertir en una mena d'"ambaixadora MPB (música popular brasilera)" al Japó, influenciada pel seu pare, que era propietari d'un club mentre vivia al Brasil i també era l'agent de Baden Powell.
La Lisa va començar a cantar i tocar la guitarra als 15 anys i el seu debut com a cantant professional de Bossa Nova va ser l'any 1989. La seva veu natural, la seva guitarra rítmica i el seu encantador somriure la van portar a un gran èxit i va popularitzar la Bossa Nova al Japó. Ha actuat amb molts músics de primer nivell com Antônio Carlos Jobim i João Donato i ha actuat amb entusiasme a la ciutat de Nova York, Brasil i països asiàtics. L'àlbum Dream de 1999 va vendre més de dues-centes mil còpies al Japó i des de llavors ha establert una posició decidida a la comunitat japonesa de Bossa Nova.
No està relacionada amb Yoko Ono, la dona del difunt Beatle John Lennon.
En 1989 publicà el seu primer àlbum, Catupirý, i prompte es feu popular al Japó, apareixent en diversos anuncis televisius.
En 2003 publicà un àlbum titulat 'Dans Mon Île (‘En la meua illa’ en francès), un compendi de cançons franceses famoses per al qual s'inspirà en un viatge per aquell país.

## Discografia completa
- 1989: Catupiry カトピリ
- 1990: NaNa ナナン
- 1991: Menina ミニーナ
- 1992: Serenata carioca セレナータ・カリオカ
- 1993: Namorada ナモラーダ
- 1994: Esperança エスペランサ
- 1995: Minha saudade サウダージ
- 1996: Rio bossa リオ・ボッサ
- 1997: Essência エッセンシア
- 1998: Bossa carioca ボッサ・カリオカ
- 1999: Dream ドリーム
- 2000: Pretty world プリティ・ワールド（
- 2000: Boas Festas ボアス・フェスタス
- 2001: Bossa hula nova ボッサ・フラ・ノヴァ
- 2002: Questa bossa mia... クエスタ・ボッサ・ミーア
- 2003: Dans mon île (en ma illa) ダン・モニール
- 2004: Naima (meu anjo) ナイマ～メウ・アンジョ
- 2004: Boas festas 2 - Feliz Natal ボアス・フェスタス～フェリース・ナタウ
- 2005: Romance latino vol. 1 ロマンセ・ラティーノ
- 2005: Romance latino vol. 2 ロマンセ・ラティーノ
- 2005: Romance latino vol. 3 ロマンセ・ラティーノ
- 2006: Jambalaya - Bossa americana ジャンバラヤ ～ボッサ・アメリカーナ